# 사다토미 노부히로
사다토미 노부히로(일본어: 貞富 信宏, 1979년 7월 5일 ~ )는 일본의 전 축구 선수이다.

## 구단 경력
과거 쇼난 벨마레, 몬테디오 야마가타, 요코하마 FC, AC 나가노 파르세이루에서 활동하였다.